# Église Saint-Vivien de Saintes
L’église Saint-Vivien est une église paroissiale de culte catholique et orthodoxe (église orthodoxe roumaine) de la ville de Saintes, dans le département de la Charente-Maritime, en France.
Bâtie à l'emplacement présumé de la basilique funéraire de l'évêque Vivien, mort au Ve siècle, elle est reconstruite à plusieurs reprises au cours des siècles suivants.
L'édifice actuel est édifié de 1840 à 1845 par l'architecte Antoine Brossard.

## Historique
Le sanctuaire s'élève sur le probable lieu d'inhumation de l'évêque Vivien, mort vers 460 et canonisé par l'Église ultérieurement.
Sur son tombeau a été instituée un confrérie de religieux suivant la Règle de saint Augustin qui deviendra dans le courant du XIIe siècle un chapitre de chanoines réguliers.
Au VIe siècle, l'évêque Eusèbe entreprit de reconstruire la basilique funéraire sur le plan plus vaste d'une église, mais mourut avant de l'avoir achevée; son successeur Émerius dût demander une aide financière à l'évêque métropolitain de Bordeaux, connu par la suite comme saint Léonce le Jeune, qui était marié à Placidine, princesse de sang impérial, qui possédait une importante fortune qu'elle destinait au bâtiment d'églises.
L'ancienne Église Notre-Dame de Rochefort, de construction romane, était une succursale du Chapitre Saint-Vivien de Saintes qui y nommait un chanoine comme prieur.
L'église canoniale a été détruite et profanée au XVIe siècle par les calvinistes et reconstruite beaucoup plus tard en 1617 sur le même emplacement.
En 1641, le clergé de Saintes donne son approbation pour créer un séminaire dirigé par les Lazaristes. En 1644, érection du séminaire de Saintes au prieuré Saint-Vivien de Saintes, lettres de patentes de confirmation de l'établissement par Louis XIV.
En 1666, les habitants de Rochefort, demandent la création d'une nouvelle cure. En 1687, un brevet de Louis XIV unit le prieuré Saint-Vivien à cure de Rochefort. Une bulle d'Innocent XII la même année décrète la même réunion. En 1693, le roi cède le prieuré Saint-Vivien de Saintes aux Lazaristes établis à Rochefort.
Devenue vétuste, l'église Saint-Vivien a été entièrement démolie en 1840 et reconstruite pour donner l'église actuelle.
Depuis 2016, l'église accueille des offices orthodoxes (église orthodoxe roumaine).

## Description
L'église Saint-Vivien est un sanctuaire de style néo-classique s'inspirant des basiliques paléochrétiennes. Elle est formée d'une nef de quatre travées voûtées en berceau se prolongeant par une abside en hémicycle. Celle-ci accueille une statue du Christ ménagée dans une niche en encorbellement sur l'extérieur.
La nef est bordée de collatéraux éclairés par de larges baies en plein cintre, dotées vers 1890 de vitraux conçus par le maître-verrier bordelais Dagrand. Murs et voûtes sont ornés de fresques et d'un décor en papier gaufré dans le goût du siècle. La même technique permet la réalisation de deux panneaux encadrant le maître-autel : ceux-ci représentent deux des saints tutélaires de la ville de Saintes, à savoir saint Eutrope et sainte Eustelle.
Parmi le mobilier présent dans l'église, la chapelle de la Vierge (collatéral gauche) abrite un retable et un tabernacle datant du XVIIe siècle. Ces éléments sont issus de l'ancienne église démolie en 1840. À gauche de la nef, une chaire en bois sculpté est adossée à un pilier.
La façade de l'édifice est une composition monumentale à fronton triangulaire, d'inspiration classique. Bordée d'une série de pilastres, elle s'articule autour d'un monumental portail rectangulaire surmonté d'un oculus. Un clocher trapu portant un dôme s'élève sur la première travée.

## Cloches
Le clocher abrite une sonnerie de 3 cloches de volée dont les notes forment l'accord de Sol Majeur.
- Cloche 1 (sans nom) : Sol 3 - 550 kilos, fondue en 1844 par Jean-Louis Louison, fondeur à Toulouse
- Louise-Marie-Adélaïde : Si 3 - 255 kilos, fondue en 1892 par Georges Bollée, fondeur à Orléans
- Florence-Henriette : Ré 3 - 145 kilos, fondue en 1892 par Georges Bollée, fondeur à Orléans

## Protection
L'église Saint-Vivien est inscrite à l'inventaire supplémentaire des monuments historiques depuis 1993.

## Galerie de photos

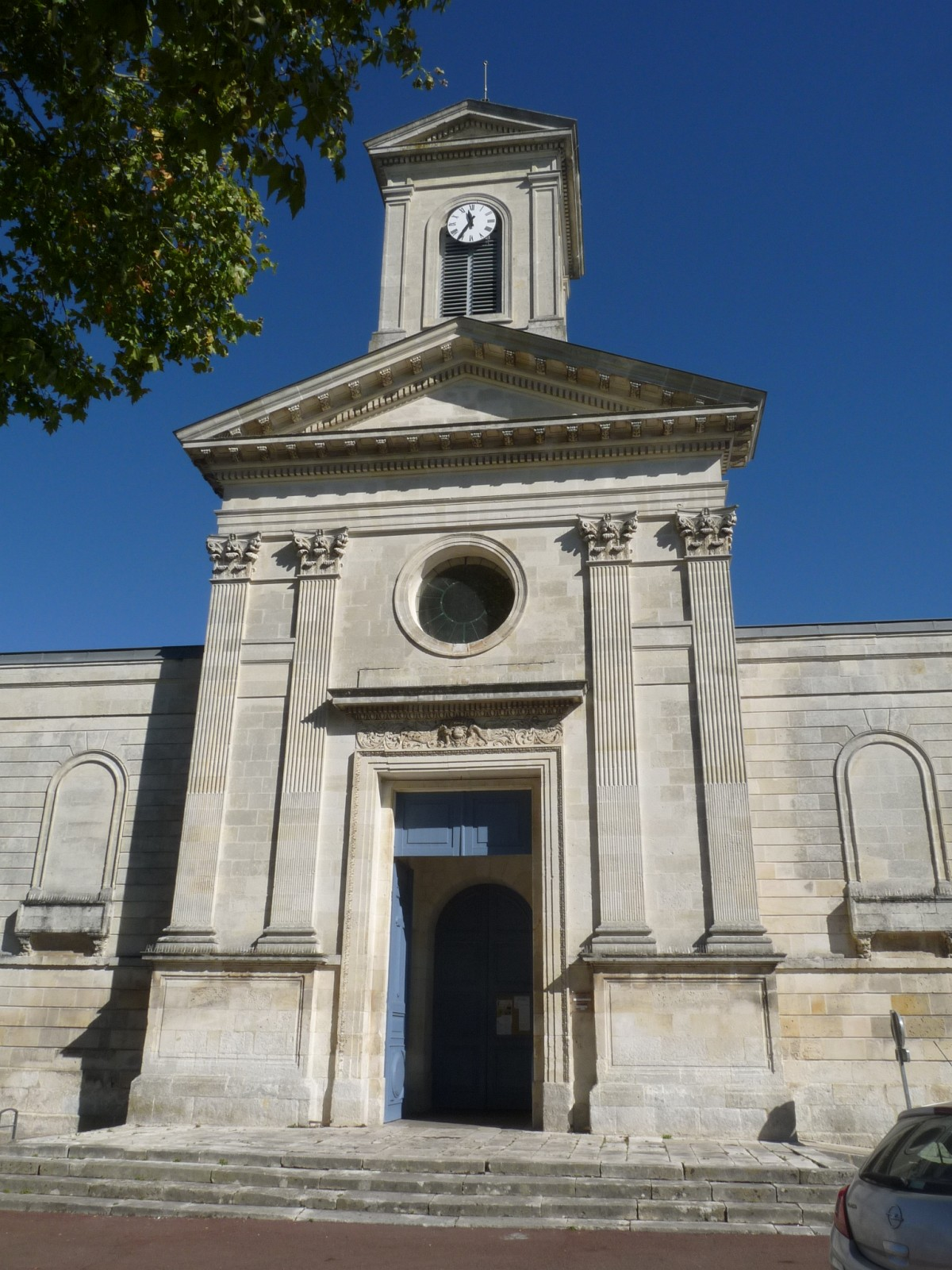
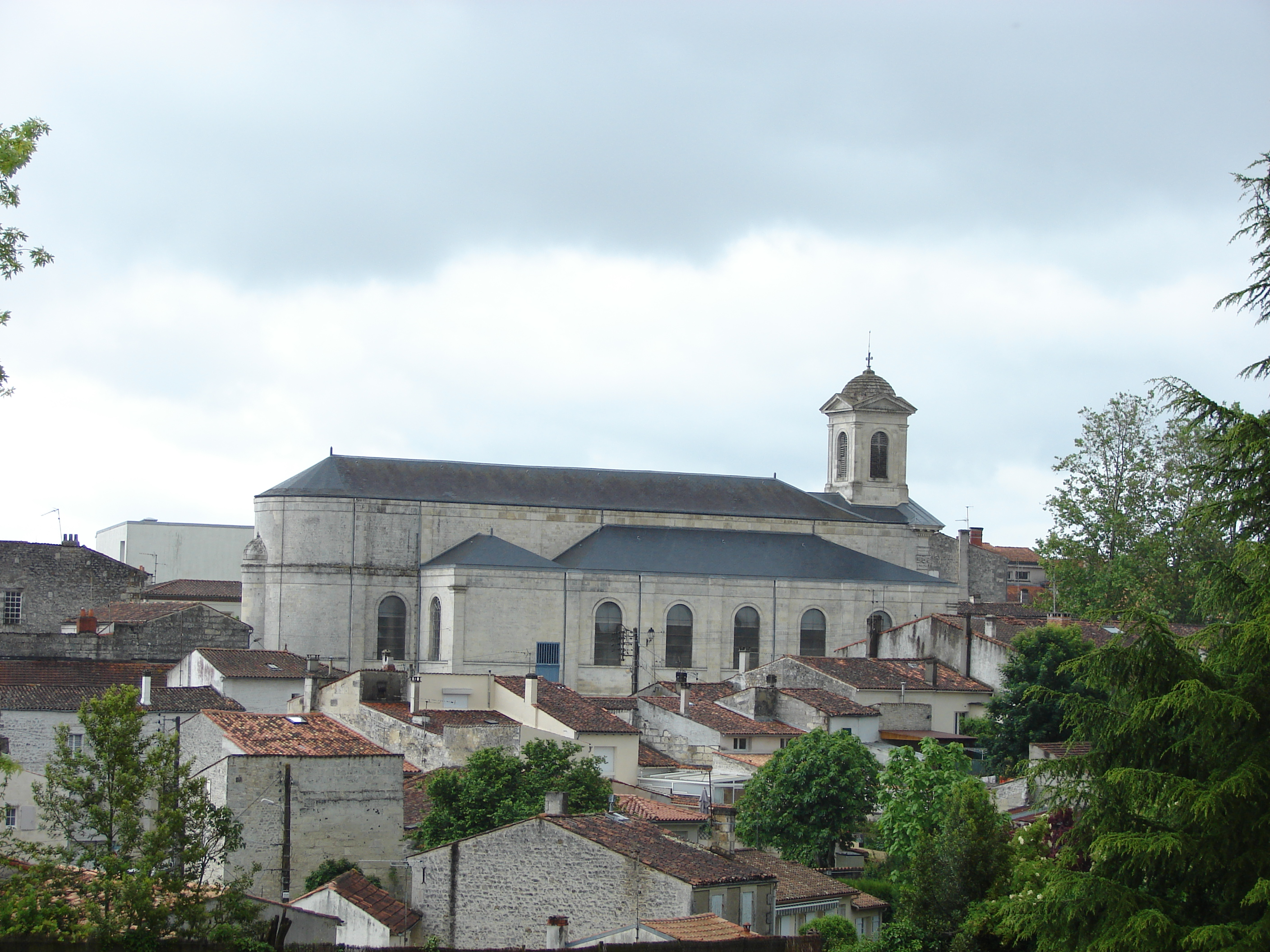

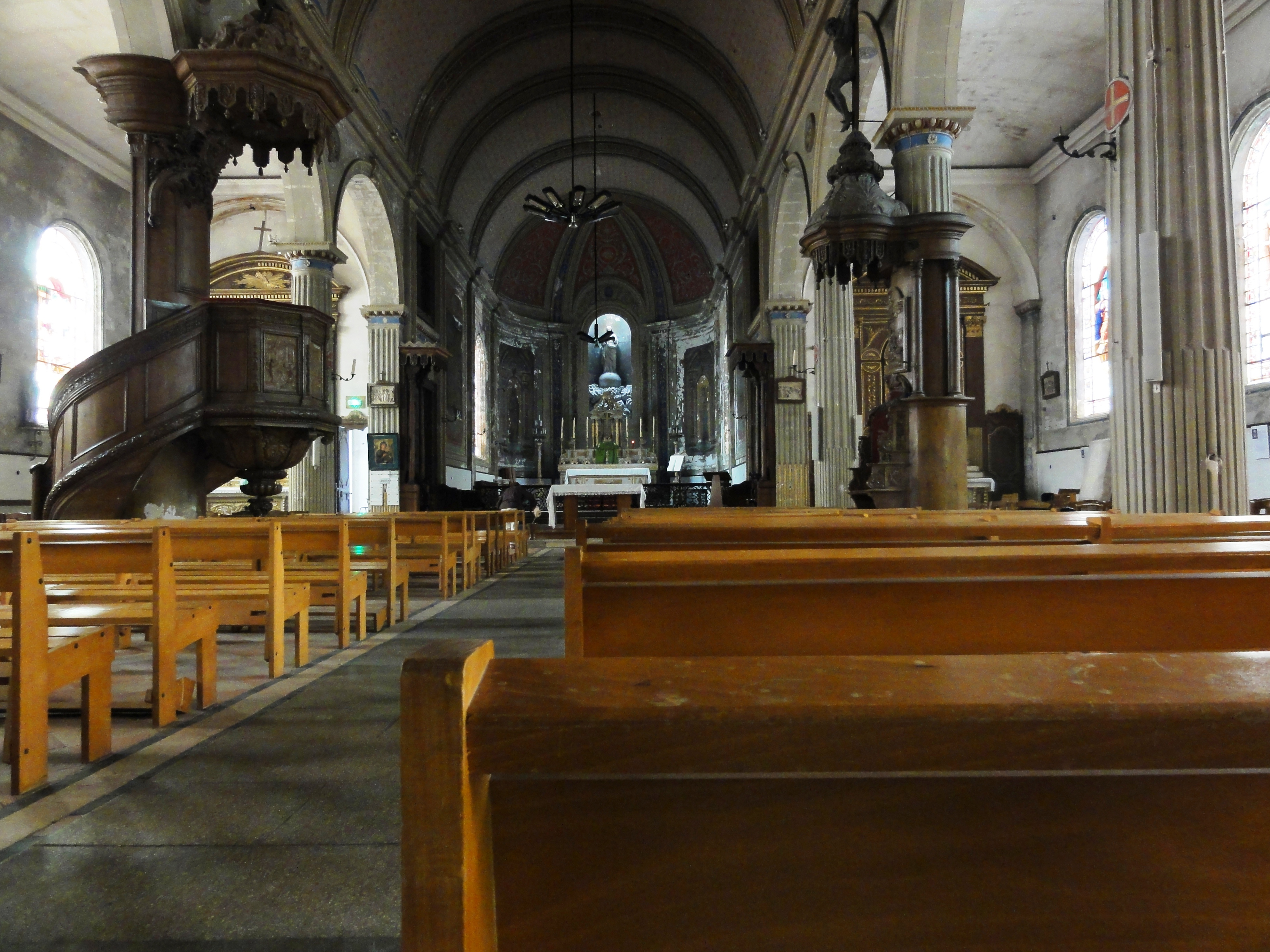
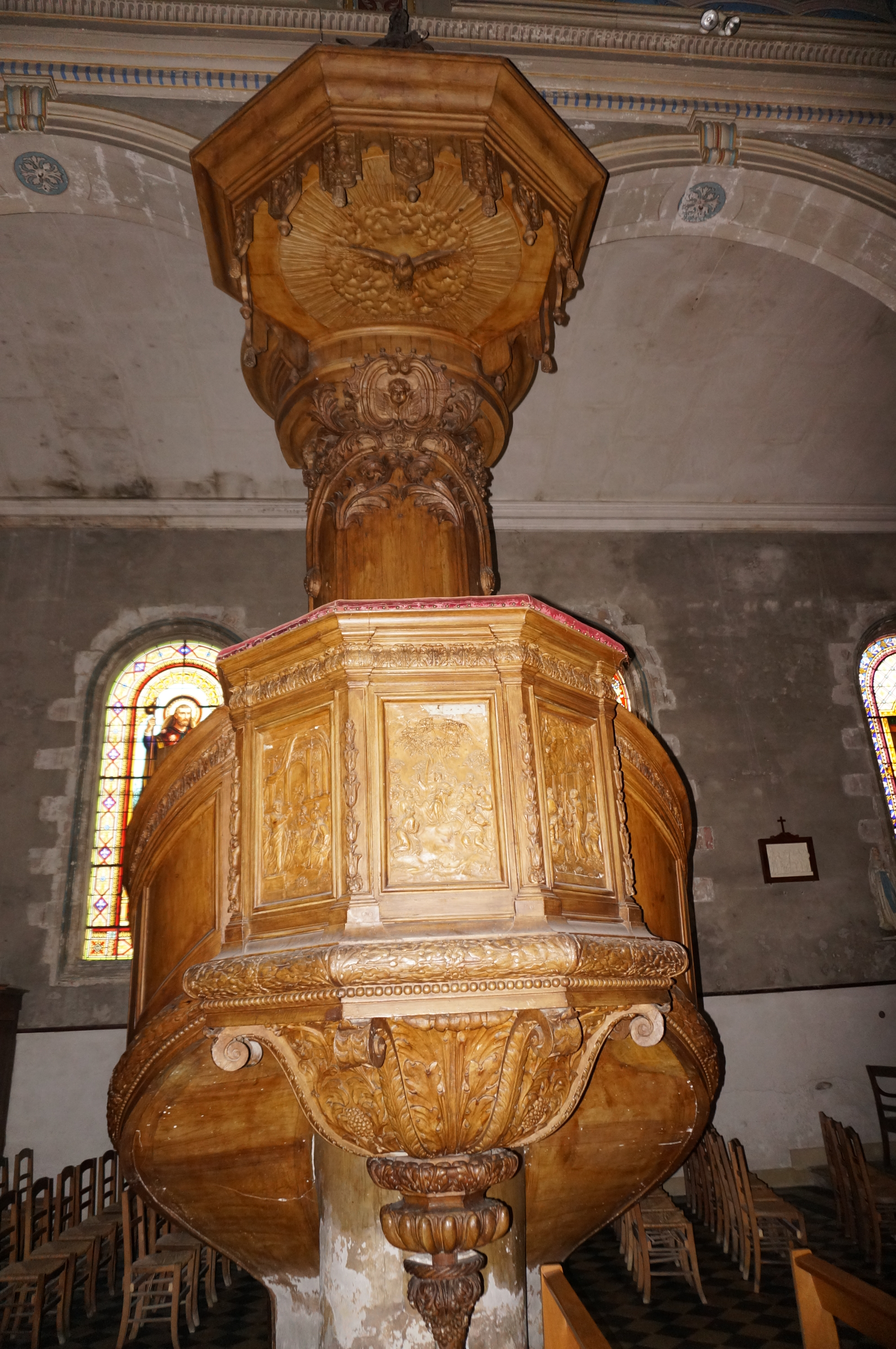
La chaire.
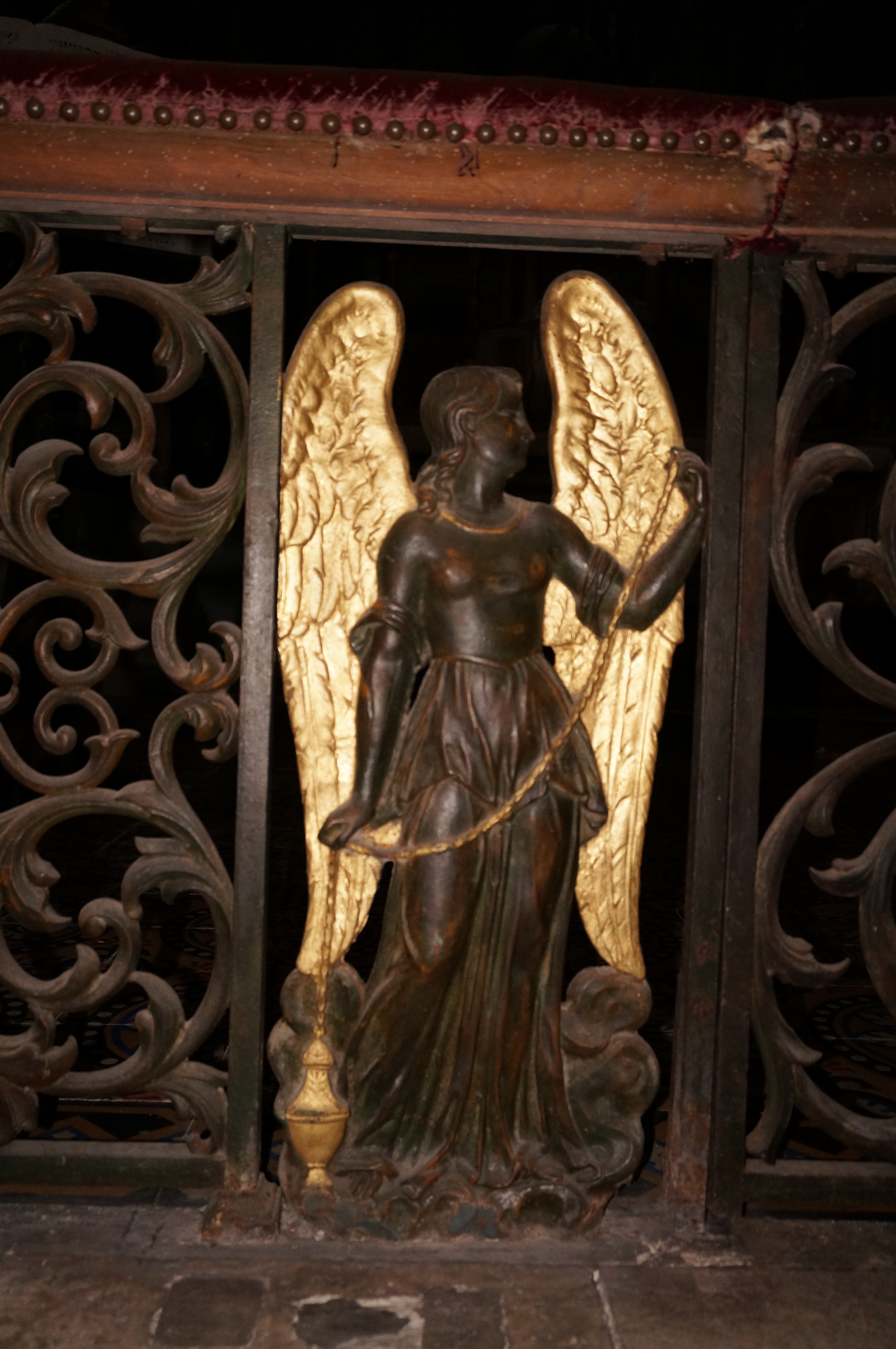
Détail de la grille de chœur.
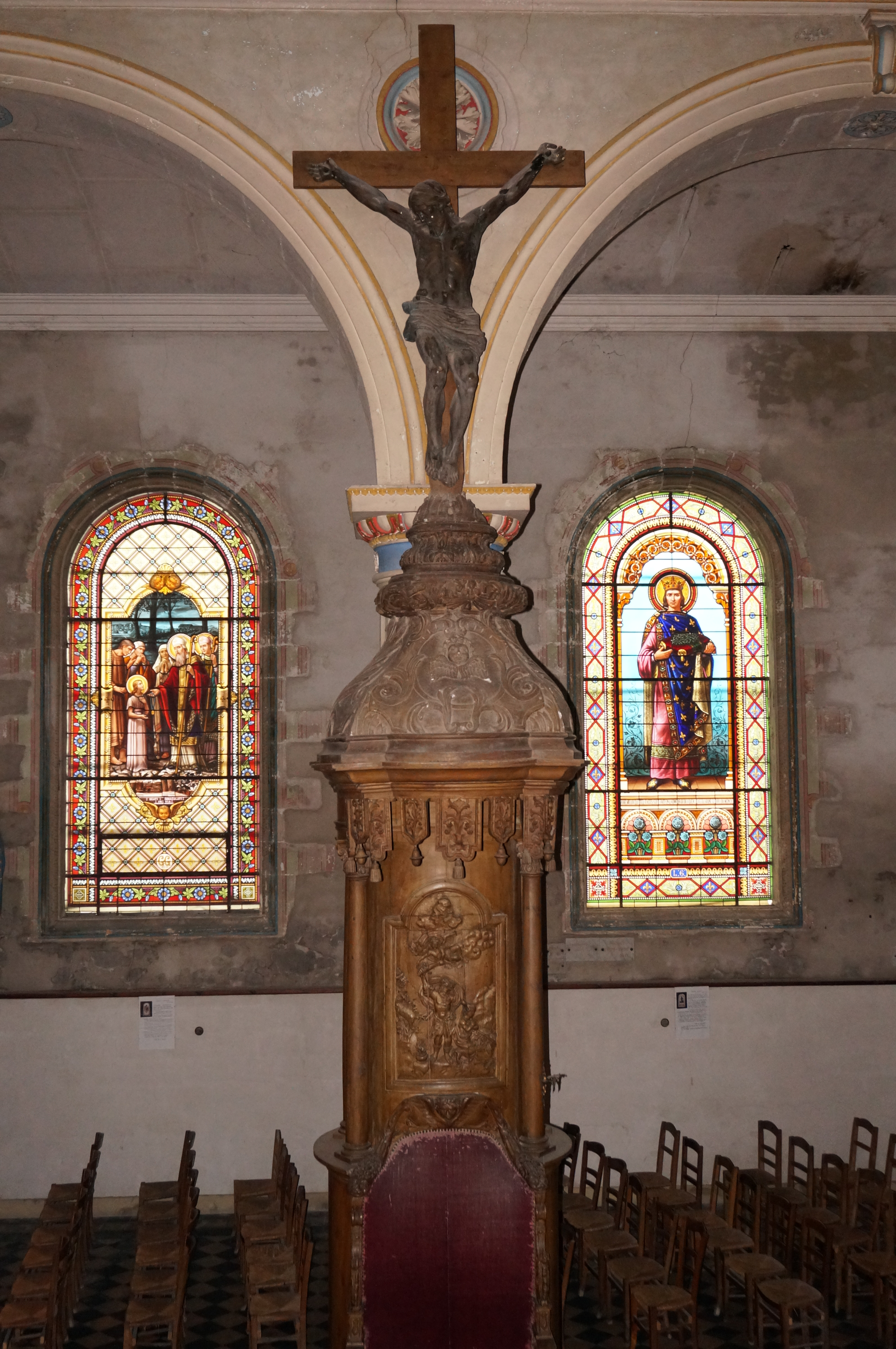
Christ en croix.
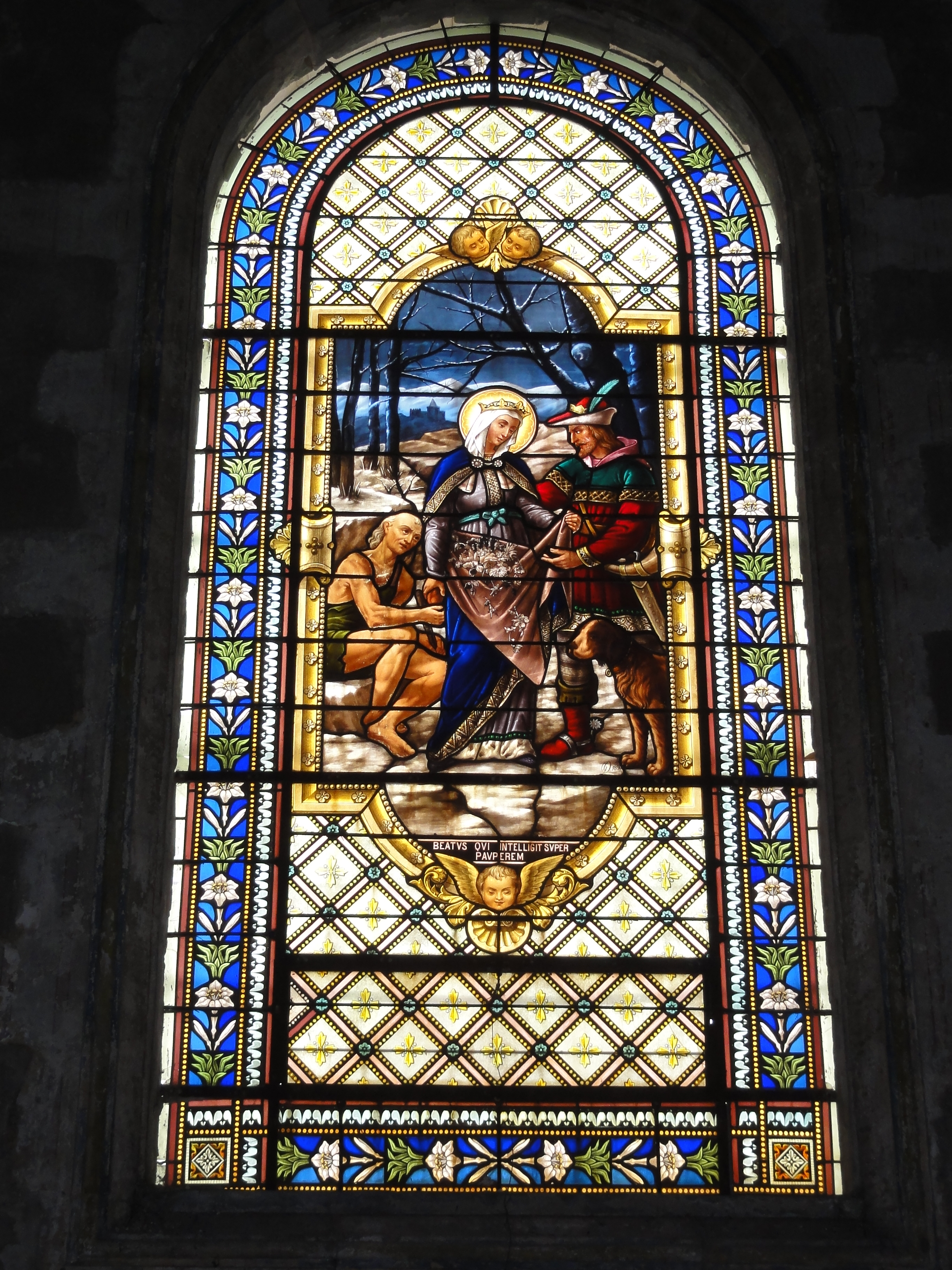
Vitrail.
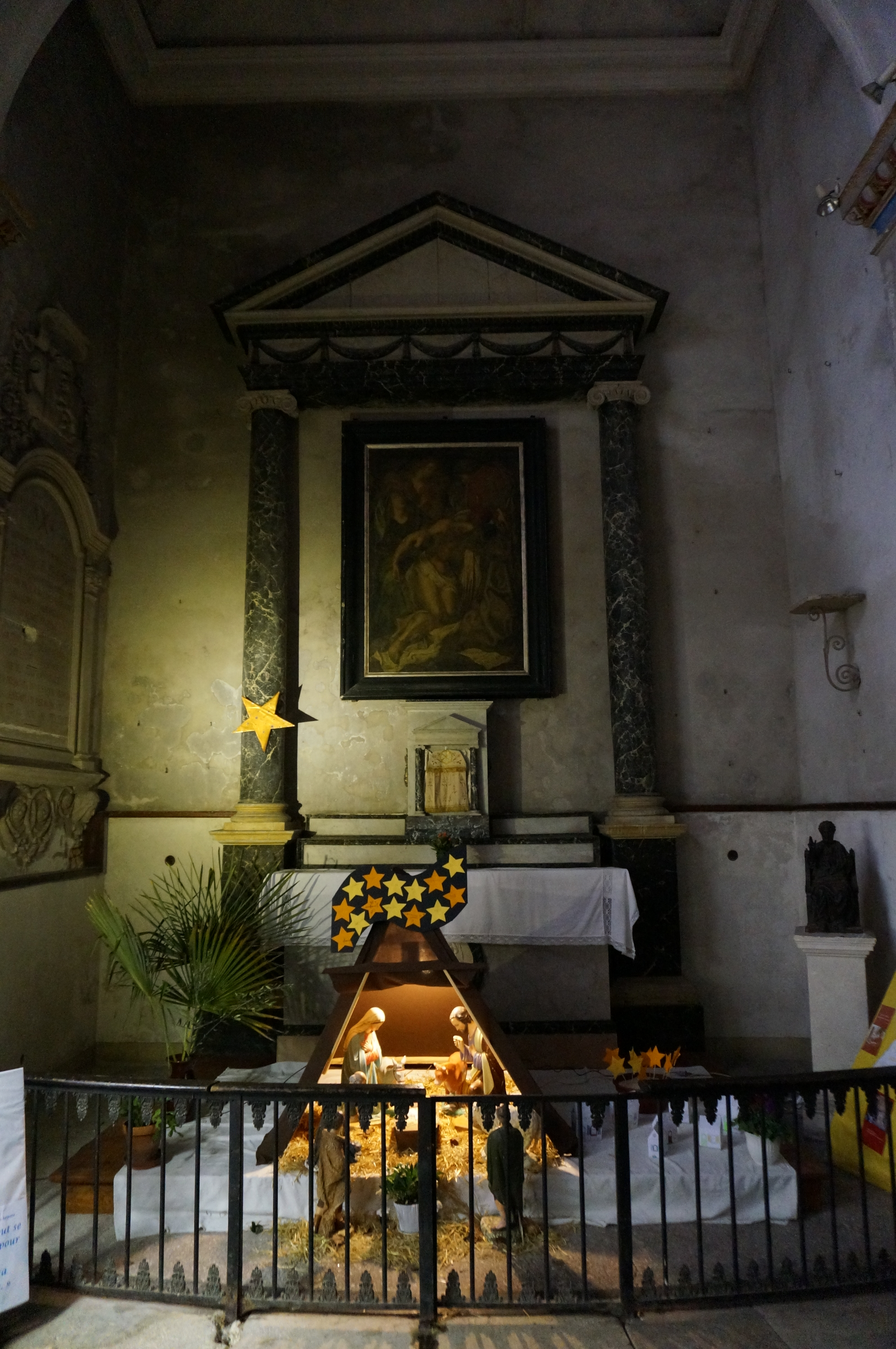
Autel du collatéral droit.